# باشگاه فوتبال ویکینگور گوتا
باشگاه فوتبال ویکینگور گوتا یک باشگاه فوتبال نیمه حرفه ای در روستای Leirvík جزایر فارو است که در سال ۲۰۰۸ پس از ادغام دو باشگاه GÍ Gøta و Leirvík ÍF تأسیس شد.
این باشگاه در روستای Leirvík واقع شده‌است، در حالی که استادیوم در روستای دیگری که Norðragøta نام دارد، است. هر دو روستا بخشی از شهرداری Eysturkommuna هستند که در جزیره ایستوروی که حدود ۵ کیلومتر از یکدیگر فاصله دارند. این باشگاه برای اولین بار در فصل ۲۰۱۶ قهرمان جزایر فارو شد. در فصل ۲۰۱۷، ویکینگور دوباره قهرمان شد.

## افتخارات
- لیگ برتر فوتبال جزایر فارو: ۲

۲۰۱۶, ۲۰۱۷

- جام حذفی فوتبال جزایر فارو: ۵

۲۰۰۹, ۲۰۱۲, ۲۰۱۳, ۲۰۱۴, ۲۰۱۵

- سوپر جام فوتبال جزایر فارو: ۵

۲۰۱۴، ۲۰۱۵، ۲۰۱۶، ۲۰۱۷، ۲۰۱۸

## عملکرد در رقابتهای اروپایی
در فصل ۱۵–۲۰۱۴، باشگاه ویکینگور گوتا برای اولین بار به مرحله سوم مقدماتی رسید همچنین آنها اولین تیم فاروئی هستند که دو دوره از رقابت‌های باشگاهی یوفا را پشت سر می‌گذارند.
| رقابت              | بازی | برد | مساوی | باخت | گل زده | گل خورده | تفاضل گل |
| ------------------ | ---- | --- | ----- | ---- | ------ | -------- | -------- |
| لیگ قهرمانان اروپا | ۶    | ۲   | ۱     | ۳    | ۹      | ۱۰       | -۱       |
| لیگ اروپا یوفا     | ۲۰   | ۳   | ۴     | ۱۳   | ۸      | ۵۰       | -۴۲      |
| جمع                | ۲۶   | ۵   | ۵     | ۱۶   | ۱۷     | ۶۰       | -۴۳      |

### مسابقات در رقابتهای اروپایی
| فصل     | رقابت             | مرحله             | باشگاه          | رفت | برگشت | مجموع |
| ------- | ----------------- | ----------------- | --------------- | --- | ----- | ----- |
| ۲۰۱۰–۱۱ | لیگ اروپا         | مرحله دوم مقدماتی | بشیکتاش         | ۰–۴ | ۰–۳   | ۰–۷   |
| ۲۰۱۲–۱۳ | لیگ اروپا         | مرحله اول مقدماتی | گومل            | ۰–۶ | ۰–۴   | ۰–۱۰  |
| ۲۰۱۳–۱۴ | لیگ اروپا         | مرحله اول مقدماتی | اینتر تورکو     | ۱–۱ | ۱–۰   | ۲–۱   |
| ۲۰۱۳–۱۴ | لیگ اروپا         | مرحله دوم مقدماتی | پترولول پلویستی | ۰–۴ | ۰–۳   | ۰–۷   |
| ۲۰۱۴–۱۵ | لیگ اروپا         | مرحله اول مقدماتی | داوگاوا         | ۲–۱ | ۱–۱   | ۳–۲   |
| ۲۰۱۴–۱۵ | لیگ اروپا         | مرحله دوم مقدماتی | Tromsø IL       | ۰–۰ | ۲–۱   | ۲–۱   |
| ۲۰۱۴–۱۵ | لیگ اروپا         | مرحله سوم مقدماتی | ریژکا           | ۱–۵ | ۰–۴   | ۱–۹   |
| ۲۰۱۵–۱۶ | لیگ اروپا         | مرحله اول مقدماتی | روزنبورگ        | ۰–۲ | ۰–۰   | ۰–۲   |
| ۲۰۱۶–۱۷ | لیگ اروپا         | مرحله اول مقدماتی | Ventspils       | ۰–۲ | ۰–۲   | ۰–۴   |
| ۲۰۱۷–۱۸ | لیگ قهرمانان      | مرحله اول مقدماتی | Trepça'89       | ۲–۱ | ۴–۱   | ۶–۲   |
| ۲۰۱۷–۱۸ | لیگ قهرمانان      | مرحله دوم مقدماتی | FH              | ۰–۲ | ۱–۱   | ۱–۳   |
| ۲۰۱۸–۱۹ | لیگ قهرمانان      | مرحله اول مقدماتی | HJK             | ۱–۲ | ۱–۳   | ۲–۵   |
| ۲۰۱۸–۱۹ | لیگ اروپا         | مرحله دوم مقدماتی | اژدر کوتایسی    | ۰–۴ | ۰–۳   | ۰–۷   |
| ۲۰۲۲–۲۳ | لیگ کنفرانس اروپا | 1Q                |                 |     |       |       |